# 矢野荘三郎

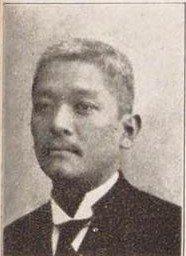
矢野荘三郎

矢野 荘三郎（やの しょうざぶろう、1867年9月25日（慶応3年8月28日） - 1925年（大正14年）9月25日）は、日本の政治家。衆議院議員（1期）。

## 経歴
愛媛県出身。1896年大阪府立商業学校（現・大阪市立大学）卒。のちに慶應義塾に学ぶ。鉱業に従事し、伊予製鉱、宇和紡績、第二十九銀行、愛媛鉄道、龍野電気鉄道各(株)取締役、明治製煉(株)専務取締役を務めた。
1912年の第11回衆議院議員総選挙において愛媛県郡部から立憲政友会公認で立候補して当選した。衆議院議員を1期務め、1915年の第12回衆議院議員総選挙には立候補しなかった。1925年に死去した。